# Mamaliaformes
Els mamaliaformes (Mammaliaformes, ‘amb forma de mamífer’) són un clade que conté els mamífers i els seus parents extints més propers. També se'ls coneix amb el nom de «mamífers en sentit ampli» (Mammalia sensu lato). La seva filogènesi és discutida a causa de l'escassetat d'evidència en el registre fòssil. Tanmateix, es creu que els mamaliaformes estaven composts de tres grups principals: els al·loteris, el llinatge extingit més llarg de premamífers; els docodonts, que inclouen parents propers com els morganucodonts; i els simetrodonts, els mamífers moderns més basals. Els mamaliaformes radiaren dels cinodonts. La branca Probainognathia dels eucinodonts probablement evolucionà en els mamaliaformes primitius, però els al·loteris eren tan diferents que podrien haver evolucionat d'un grup de cinodonts completament diferent.

## Característiques
Els primers mamaliaformes eren generalment similars als rosegadors en forma i en mida, i la majoria de les seves característiques distintives eren internes. En particular, l'estructura de la mandíbula dels mamaliaformes (i els mamífers) i la disposició de les dents és pràcticament única. En lloc de tenir moltes dents que són canviades freqüentment, els mamífers tenen un conjunt de dents de llet i més endavant un conjunt de dents permanents que encaixen entre elles. Es creu que això contribueix a moldre l'aliment perquè sigui més ràpid de digerir. Ser de sang calenta requereix més calories que ser de sang freda, de manera que és indispensable accelerar la digestió. Els primers mamaliaformes eren probablement nocturns.
Tenien diverses característiques comunes. La més important és que els mamaliaformes tenen dents molars altament especialitzades, amb cúspides i parts planes per moldre l'aliment. Això també és únic dels mamífers, tot i que sembla que evolucionà convergentment diverses vegades en els premamífers.
Es creu que la lactància i el pèl, juntament amb altres trets típics dels mamífers, també caracteritzaven els mamaliaformes, però és difícil estudiar aquests trets en el registre fòssil. Les restes fòssils de Castorocauda lutrasimilis en són una excepció.
Alguns mamaliaformes no mamífers encara retenien trets reptilians. Alguns d'ells tenien una locomoció reptiliana. A més, encara tenien ossos típics dels rèptils al maxil·lar inferior.